# Jarosław Śmietana

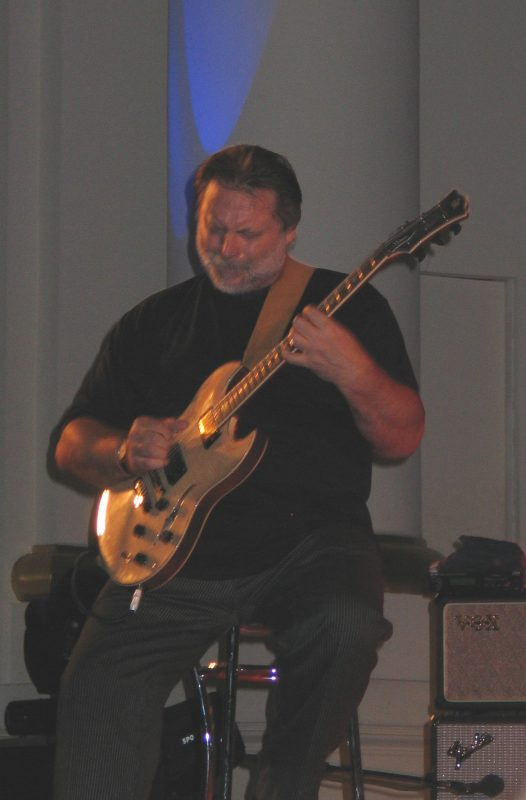
Śmietana na 11. Letnim Festiwalu Jazzowym w Krakowie

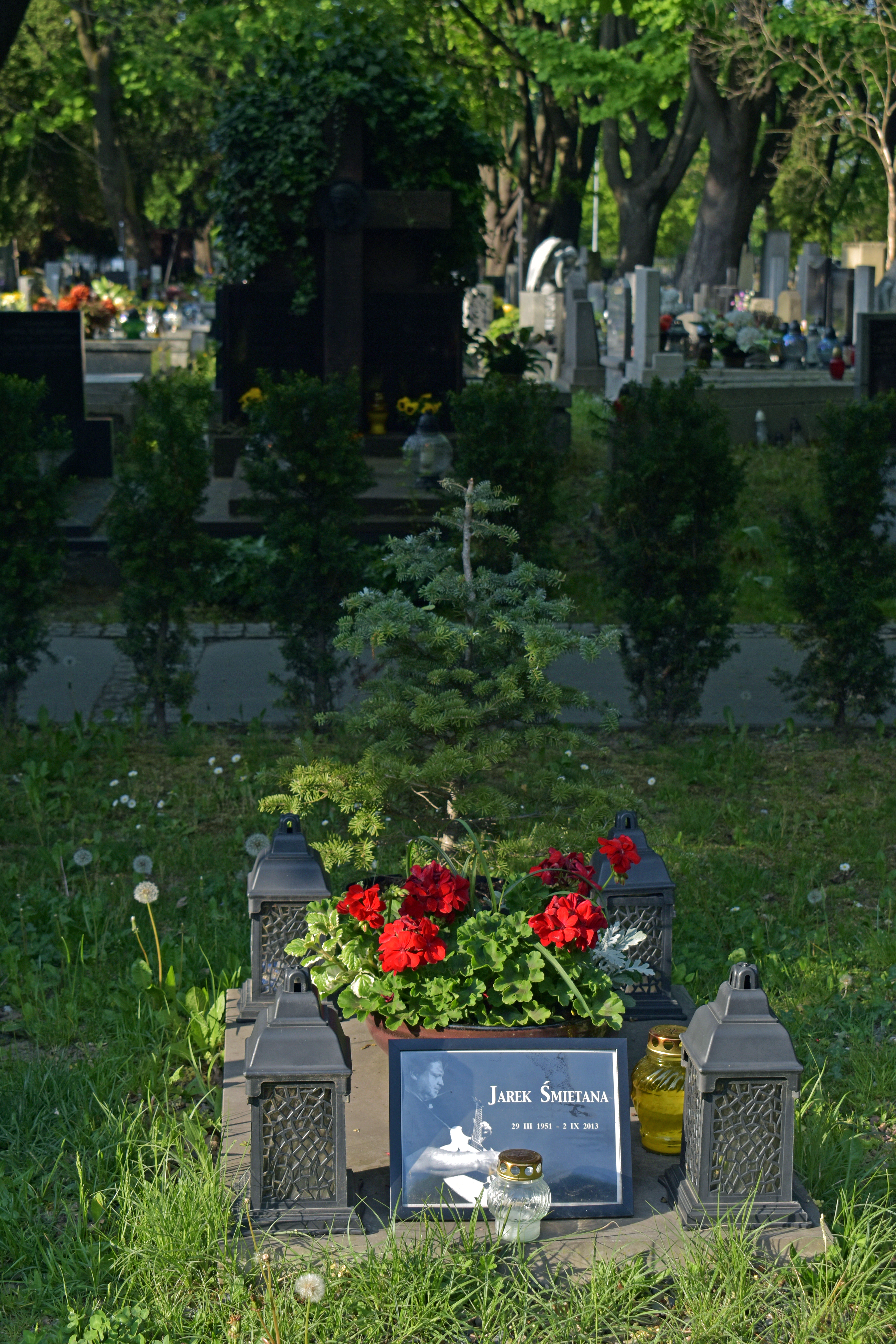
Grób Jarosława Śmietany na cmentarzu Rakowickim w Krakowie

Jarosław Śmietana (ur. 29 marca 1951 w Krakowie, zm. 2 września 2013 tamże) – polski gitarzysta jazzowy, kompozytor i pedagog.

## Życiorys
Ukończył studia na Wydziale Jazzu i Muzyki Rozrywkowej Państwowej Wyższej Szkoły Muzycznej w Katowicach. W 1972 z zespołem bluesowym Hall zdobył wyróżnienie na festiwalu Jazz nad Odrą. Był liderem zespołów: Grube Ryby, Extra Ball, Sounds, Symphonic Orchestra i Polish Jazz Stars. Został laureatem Nagrody Prezydenta Miasta Krakowa za „wybitne osiągnięcia w kulturze”. Za album pt. Songs and Other Ballads (1998) otrzymał nagrodę Fryderyka. Był autorem ponad 200 kompozycji jazzowych. Współpracował z artystami jazzowymi, takimi jak m.in. Art Farmer, Freddie Hubbard, Eddie Henderson, Joe Zawinul, John Abercrombie, Mike Stern, Zbigniew Seifert, Andy McKee i David Gilmour.
2 września 2013 zmarł w swoim domu, po wielomiesięcznej walce z guzem mózgu. Pośmiertnie został odznaczony Krzyżem Kawalerskim Orderu Odrodzenia Polski. 13 września 2013 prochy Śmietany spoczęły w alei zasłużonych na krakowskim cmentarzu Rakowickim (kwatera LXIX pas B-1-17).
9 września 2014 premierę miał album Adama Czerwińskiego pt. Friends – music of Jarek Śmietana poświęcony pamięci i muzyce artysty.

## Dyskografia
- Klaus Lenz Big Band: Live at Jazz Jamboree (1974)
- Złota Tarka '76/Jazz nad Odrą '76 (1976)
- Big Band Katowice: Jazz nad Odrą '76 (1976)
- Extra Ball: Aquarium Live (1977)
- Big Band Katowice: Madrox-Sorcerer (1977)
- Extra Ball: Marlboro Country (1978)
- Big Band Katowice: Music for my Friends (1978)
- Kilimanjaro (1978; ze Zbigniewem Seifertem)
- Prasad In Mangalore (1983; ze Sławomirem Kulpowiczem)
- Extra Ball: Birthday (1976)
- Extra Ball: Go Ahead (1979)
- Extra Ball: Mosquito (1981)
- Extra Ball: Akumula Torres (1983)
- Talking Guitar (1984)
- From One to Four (1986)
- Henryk & Robert Majewski Sextet: Continuation (1987)
- Sounds & Colours (1987)
- Touch of Touch (1989)
- Jarosław Śmietana: Polish Jazz (1989)
- Sounds – Colors (Wipe) (1990)
- Jarek Śmietana Trio – Cooperation (1992)
- Flowers in Mind (1995)
- Śmietana Live in New York
- Ballads and other Songs (1993)
- Live at The Jazz Jamboree (1994; z Eddiem Hendersonem)
- A Time For Love (1995; z Andrzejem Dąbrowskim)
- Brad Terry Plays Gershwin (1996)
- Brad Terry Plays Ellington (1996)
- Phone Consultaions (1996; z Wojciechem Karolakiem)
- Meeting Point (1996; z Cezariuszem Gadziną)
- Songs and other Ballads (1997)
- Plays Standards (1998; z Artem Farmerem)
- Kind of Life (1998; z Ryszardem Styłą)
- Speak Easy (1998; Jarosław Śmietana / John Abercrombie band: Jarosław Śmietana, John Abercrombie, Harvie Swartz, Adam Czerwiński); PAO Records – PAO 10610
- Extra Cream (1999)
- African Lake (1999; z Garym Bartzem)
- Groove Band (2000)
- Tomasz Szukalski – Jarek Śmietana Quartet (2000)
- Out of the Question (2001, z Johnem Purcellem)
- Everything Ice (2002; z Karen Edwards)
- Vis-a-Vis (2003; ze Zbigniewem Paletą)
- Live at The Cracow Philharmonic Hall (2003; Jarek Śmietana Quintet Featuring Nigel Kennedy; JSR Records (3) – JSR 1001
- A Story of Polish Jazz (2004)
- Autumn Suite (2006)
- What’s Going On? (2006; z Karolakiem)
- Revolution (2008; z Karolakiem i Loganem)
- The Good Life (2008)
- Psychedelic – music of Jimi Hendrix (2009; Nigel Kennedy, Maciej Sikała, Wojciech Karolak, Paweł Mąciwoda, Krzysztof Dziedzic)
- A Tribute To Zbigniew Seifert – Didier Lockwood, Krzesimir Dębski, Christian Howes, Mark Feldman, Maciej Strzelczyk, Adam Bałdych, Pierre Blanchard, Mateusz Smoczyński, Zbigniew Wegehaupt, Adam Czerwiński, Janusz Grzywacz, Piotr Wyleżoł, Sławomir Berny; JSR Records – JSR 0011 (2009)
- I Love the Blues (2011; Billy Neal, Wojciech Karolak, Karen Edwards)
- Live at Impart (2012; Billy Neal, Wojciech Karolak)
- I Believe (2013; Bill Neal)
- Friends – music of Jarek Śmietana (album wspomnieniowy Adama Czerwińskiego) (2014)

### Single
- A Story of Polish Jazz
- Co się stało z naszą Solidarnością

## Upamiętnienie
W 2017 r. Poczta Polska wyemitowała w nakładzie 160 tys. sztuk upamiętniający Jarosława Śmietanę znaczek pocztowy o nominale 2,60 zł należący do serii „Polscy muzycy jazzowi”.
W 2023 roku radni miasta Sulęczyno w 10 rocznicę śmierci Jarosława Śmietany uhonorowali pamięć artysty placem, oraz obeliskiem jego imienia.